# Elide (unità periferica)
L'unità periferica dell'Elide (in greco Περιφερειακή ενότητα Ηλείας?) è una delle tre unità periferiche in cui è divisa la periferia della Grecia Occidentale. Il capoluogo è la città di Pyrgos.
È situata nella parte occidentale del Peloponneso e conserva a grandi linee l'estensione dell'Elide classica.

## Geografia fisica
Affacciata sul Mar Ionio, la regione presenta una parte montuosa (orientale) ma è prevalentemente pianeggiante, percorsa dai fiumi Alfeo e Peneo.

## Economia
L'economia si basa sulla pesca e sull'agricoltura (basata sugli agrumi, sulla vite, sui cereali e sulla frutta).

## Prefettura
L'Elide era una prefettura della Grecia, abolita a partire dal 1º gennaio 2011 a seguito dell'entrata in vigore della riforma amministrativa detta Programma Callicrate
La riforma amministrativa ha anche modificato la struttura dei comuni che ora si presenta come nella seguente tabella:
| Nuovo comune         | Vecchio comune | Sede           |
| -------------------- | -------------- | -------------- |
| Archea Olympia       | Archea Olympia | Archea Olympia |
| Archea Olympia       | Lampeia        | Archea Olympia |
| Archea Olympia       | Lasiona        | Archea Olympia |
| Archea Olympia       | Foloi          | Archea Olympia |
| Andravida-Kyllini    | Andravida      | Lechaina       |
| Andravida-Kyllini    | Vouprasia      | Lechaina       |
| Andravida-Kyllini    | Kastro-Kyllini | Lechaina       |
| Andravida-Kyllini    | Lechaina       | Lechaina       |
| Andritsaina-Krestena | Andritsaina    | Krestena       |
| Andritsaina-Krestena | Alifeira       | Krestena       |
| Andritsaina-Krestena | Skillounta     | Krestena       |
| Ilida                | Amaliada       | Amaliada       |
| Ilida                | Pineia         | Amaliada       |
| Pineios              | Gastouni       | Gastouni       |
| Pineios              | Vartholomio    | Gastouni       |
| Pineios              | Tragano        | Gastouni       |
| Pyrgos               | Pyrgos         | Pyrgos         |
| Pyrgos               | Volakas        | Pyrgos         |
| Pyrgos               | Iardanos       | Pyrgos         |
| Pyrgos               | Oleni          | Pyrgos         |
| Zacharo              | Zacharo        | Zacharo        |
| Zacharo              | Figaleia       | Zacharo        |

## Precedente suddivisione amministrativa
Dal 1997, con l'attuazione della riforma Kapodistrias, la prefettura di Elide era suddivisa in 22 comuni
| Comune         | Codice YPES | Sede (se differente) |
| -------------- | ----------- | -------------------- |
| Alifeira       | 1701        | Kallithea            |
| Amaliada       | 1702        |                      |
| Andravida      | 1703        |                      |
| Andritsaina    | 1704        |                      |
| Archea Olympia | 1705        |                      |
| Figaleia       | 1720        | Nea Figaleia         |
| Foloi          | 1721        | Lalas                |
| Gastouni       | 1709        |                      |
| Iardanos       | 1711        | Vounargo             |
| Kastro-Kyllini | 1712        | Kyllini              |
| Lampeia        | 1713        |                      |
| Lasiona        | 1714        | Panopoulo            |
| Lechaina       | 1715        |                      |
| Oleni          | 1722        | Karatoulas           |
| Pineia         | 1716        | Simopoulo            |
| Pirgo          | 1717        |                      |
| Skillounta     | 1718        | Krestena             |
| Tragano        | 1719        |                      |
| Vartholomio    | 1706        |                      |
| Volakas        | 1708        | Epitalio             |
| Vouprasia      | 1707        | Varda                |
| Zacharo        | 1710        |                      |